# Glenn Beckert
Glenn Alfred Beckert (Pittsburgh, Pensilvania, 12 de octubre de 1940-Englewood, Florida, 12 de abril de 2020), más conocido como Glenn Beckert, fue un jugador profesional estadounidense de béisbol que se desempeñó en la posición de segunda base en las Grandes Ligas de Béisbol (MLB). Logró obtener un Guante de Oro.

## Carrera
Beckert jugó como profesional nueve temporadas en Chicago Cubs (1965-1973), después pasó a San Diego Padres, donde jugó dos temporadas (1974-1975), y fue el equipo en el que se retiró.

## Premios
Fue galardonado con el Guante de Oro en una oportunidad (1968).